# Francisco Javier Görlich
Francisco Javier Görlich Lleó (* 30. November 1886 in Valencia; † 25. März 1972 ebenda) war einer der Architekten, der das architektonische Profil von Valencia gestaltet hat. Er war ab 1932 Stadtbaumeister und ab 1931 bis zu seiner Pensionierung am 20. November 1956 der Oberbaumeister von Valencia.

## Leben
Görlich war der Sohn des aus Velenice u Zákup im Bezirk Böhmisch Leipa stammenden Franz Görlich Kuhnel, der als Konsul der österreichisch-ungarischen Monarchie nach Valencia kam, und der aus Valencia stammenden Asunción León Sancho. Er studierte Architektur in Barcelona und Madrid. Görlich heiratete 1914 Trinidad Miquel Domingo, die Ehe blieb kinderlos. Er gilt als einer der bedeutendsten Vertreter des valencianischen Traditionalismus, entwarf aber auch viele neugotische Gebäude. Insbesondere seine Arbeiten in den 1920er und 1930er Jahren gelten als die wichtigsten seiner Karriere, außerdem war er verantwortlich für große Reformen und Sanierungen dieser Zeit. Unter anderem war er Architekt des Gebäudes der Banco de Valencia. Görlich war Präsident der Real Academia de Bellas Artes de San Carlos de Valencia.